# Kreis Vöhl

Der Raum Frankenberg-Vöhl-Waldeck 1905

Der Kreis Vöhl war ein Kreis in der Provinz Oberhessen des Großherzogtums Hessen und nach 1866 ein kreisähnlicher Verwaltungsbezirk in der preußischen Provinz Hessen-Nassau. Das ehemalige Kreisgebiet gehört heute zum Landkreis Waldeck-Frankenberg in Hessen.

## Geschichte

### Vorgeschichte
Der Landratsbezirk Vöhl wurde 1832 dem Kreis Biedenkopf zugeschlagen. Wegen seiner randlichen Lage ordnete die Regierung aber gleichzeitig an, dass er „zunächst“ separat weiter verwaltet werden sollte: Der bisherige Landrat erhielt den Titel „Kreisrat“ und der Bezirk blieb faktisch selbständig. Dieses Konstrukt ging in der Märzrevolution 1848 unter, als flächendeckend im Großherzogtum einzig Regierungsbezirke als mittlere Ebene zwischen der Staatsregierung und den Gemeinden eingerichtet wurden.

### Gründung
Als Produkt der Märzrevolution wurde diese Gebietsreform nach dem Sieg der restaurativen Kräfte in der Reaktionsära 1852 wieder rückgängig gemacht. Hinsichtlich Vöhl wurde dabei die Konsequenz aus der „halben“ Kreisreform von 1832 gezogen und ein selbständiger „Kreis Vöhl“ gebildet. Er war durch kurhessisches Gebiet räumlich vom Großherzogtum getrennt. Zum Kreis gehörten die beiden Exklaven Höringhausen und Eimelrod im Fürstentum Waldeck.

### 1866 und die Folgen
Als Ergebnis des Deutschen Krieges von 1866 musste das Großherzogtum Hessen die Kreise Biedenkopf und Vöhl im Friedensvertrag vom 3. September 1866 an Preußen abtreten. Letzter hessischer Kreisrat war Friedrich Daniel Carl Fuhr.
Der Kreis kam am 12. Januar 1867 zum Regierungsbezirk Kassel der preußischen Provinz Hessen-Nassau und erhielt zunächst einen Sonderstatus innerhalb des Kreises Frankenberg. Der dem Landrat in Frankenberg untergeordnete Bezirksbeamte in Vöhl führte den Titel Amtmann (einen ähnlichen Status hatte z. B. auch der später zum Kreis Gelnhausen gehörige Bezirk Orb). Mit Wirkung vom 1. April 1886 wurde der gesonderte Verwaltungsbezirk Vöhl aufgehoben (Liste der Kreise in der Provinz Hessen-Nassau). Seine Gemeinden wurden direkt dem Landrat in Frankenberg unterstellt.

## Gliederung
1852 hatte der Kreis 6.097 Einwohner in 19 Gemeinden.
Gemeinden des Kreises Vöhl mit ihrer Einwohnerzahl von 1852:
| Gemeinde       | Einwohner |
| -------------- | --------- |
| Altenlotheim   | 538       |
| Asel           | 170       |
| Basdorf        | 367       |
| Buchenberg     | 400       |
| Deisfeld       | 110       |
| Dorfitter      | 330       |
| Eimelrod       | 431       |
| Harbshausen    | 113       |
| Hemmighausen   | 117       |
| Herzhausen     | 322       |
| Höringhausen   | 762       |
| Kirchlotheim   | 126       |
| Marienhagen    | 351       |
| Niederorke     | 151       |
| Obernburg      | 197       |
| Oberwerba      | 100       |
| Schmittlotheim | 309       |
| Thalitter      | 386       |
| Vöhl           | 788       |

## Kreisräte
- 1845–1848 Karl Ludwig Heinrich Zimmermann